# Wendel Clark
Wendel Lee Clark (* 25. října 1966, Kelvington, Saskatchewan, Kanada) je bývalý kanadský hokejový útočník.

## Ocenění a úspěchy
- 1985 WHL – První All-Star Tým (Východ)
- 1986 NHL – All-Rookie Tým
- 1986 NHL – NHL All-Star Tým
- 1999 NHL – NHL All-Star Tým

## Prvenství
- Debut v NHL – 10. října 1985 (Boston Bruins proti Toronto Maple Leafs)
- První gól v NHL – 13. října 1985 (Chicago Black Hawks proti Toronto Maple Leafs, kanadskému brankáři Tim Bernhardt)
- První asistence v NHL – 12. listopadu 1985 (St. Louis Blues proti Toronto Maple Leafs)
- První hattrick v NHL – 25. února 1986 (Toronto Maple Leafs proti New York Rangers)

## Klubová statistika
| Sezóna       | Klub                | Soutěž       |     | Základní část | Základní část | Základní část | Základní část | Základní část |    | Play off | Play off | Play off | Play off | Play off |
| Sezóna       | Klub                | Soutěž       | Z   | G             | A             | B             | TM            | Z             | G  | A        | B        | TM       |          |          |
| 1983–84      | Saskatoon Blades    | WHL          | 72  | 23            | 45            | 68            | 225           | —             | —  | —        | —        | —        |          |          |
| 1984–85      | Saskatoon Blades    | WHL          | 64  | 32            | 55            | 87            | 253           | 3             | 3  | 3        | 6        | 7        |          |          |
| 1985–86      | Toronto Maple Leafs | NHL          | 66  | 34            | 11            | 45            | 227           | 10            | 5  | 1        | 6        | 47       |          |          |
| 1986–87      | Toronto Maple Leafs | NHL          | 80  | 37            | 23            | 60            | 271           | 13            | 6  | 5        | 11       | 38       |          |          |
| 1987–88      | Toronto Maple Leafs | NHL          | 28  | 12            | 11            | 23            | 80            | —             | —  | —        | —        | —        |          |          |
| 1988–89      | Toronto Maple Leafs | NHL          | 15  | 7             | 4             | 11            | 66            | —             | —  | —        | —        | —        |          |          |
| 1989–90      | Toronto Maple Leafs | NHL          | 38  | 18            | 8             | 26            | 116           | 5             | 1  | 1        | 2        | 19       |          |          |
| 1990–91      | Toronto Maple Leafs | NHL          | 63  | 18            | 16            | 34            | 152           | —             | —  | —        | —        | —        |          |          |
| 1991–92      | Toronto Maple Leafs | NHL          | 43  | 19            | 21            | 40            | 123           | —             | —  | —        | —        | —        |          |          |
| 1992–93      | Toronto Maple Leafs | NHL          | 66  | 17            | 22            | 39            | 193           | 21            | 10 | 10       | 20       | 51       |          |          |
| 1993–94      | Toronto Maple Leafs | NHL          | 64  | 46            | 30            | 76            | 115           | 18            | 9  | 7        | 16       | 24       |          |          |
| 1994–95      | Quebec Nordiques    | NHL          | 37  | 12            | 18            | 30            | 45            | 6             | 1  | 2        | 3        | 6        |          |          |
| 1995–96      | New York Islanders  | NHL          | 58  | 24            | 19            | 43            | 60            | —             | —  | —        | —        | —        |          |          |
| 1995–96      | Toronto Maple Leafs | NHL          | 13  | 8             | 7             | 15            | 16            | 6             | 2  | 2        | 4        | 2        |          |          |
| 1996–97      | Toronto Maple Leafs | NHL          | 65  | 30            | 19            | 49            | 75            | —             | —  | —        | —        | —        |          |          |
| 1997–98      | Toronto Maple Leafs | NHL          | 47  | 12            | 7             | 19            | 80            | —             | —  | —        | —        | —        |          |          |
| 1998–99      | Tampa Bay Lightning | NHL          | 65  | 28            | 14            | 42            | 35            | —             | —  | —        | —        | —        |          |          |
| 1998–99      | Detroit Red Wings   | NHL          | 12  | 4             | 2             | 6             | 2             | 10            | 2  | 3        | 5        | 10       |          |          |
| 1999–00      | Chicago Blackhawks  | NHL          | 13  | 2             | 0             | 2             | 13            | —             | —  | —        | —        | —        |          |          |
| 1999–00      | Toronto Maple Leafs | NHL          | 20  | 2             | 2             | 4             | 21            | 6             | 1  | 1        | 2        | 4        |          |          |
| Celkem v WHL | Celkem v WHL        | Celkem v WHL | 136 | 55            | 100           | 155           | 478           | 3             | 3  | 3        | 6        | 7        |          |          |
| Celkem v NHL | Celkem v NHL        | Celkem v NHL | 793 | 330           | 234           | 564           | 1690          | 95            | 37 | 32       | 69       | 201      |          |          |

## Reprezentace
| Rok    | Tým       | Soutěž | Z | G | A | B | TM |
| ------ | --------- | ------ | - | - | - | - | -- |
| 1985   | Kanada 20 | MSJ    | 7 | 3 | 2 | 5 | 10 |
| Celkem | Celkem    | Celkem | 7 | 3 | 2 | 5 | 10 |